# Fox Glacier
För andra betydelser, se Fox Glacier (olika betydelser).

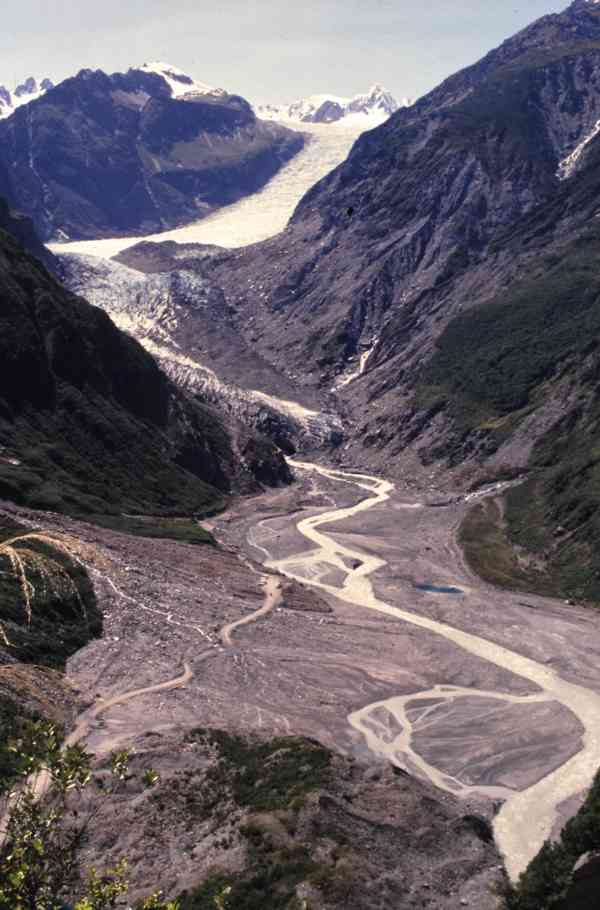
Glaciären 1986.

Fox Glacier, på maori: Te Moeka o Tuawe, är en 13 kilometer lång glaciär i Nya Zeeland, på Sydöns västkust. Där ligger även Franz Josef Glacier.

## Namnet
Det maoriska namnet betyder Te Moeka o Tuawe betyder ungefär Tuawes säng. Den är namngiven efter en legend om en flicka som älskade att klättra i bergen. Hon övertalade sin kärlek Tuawe att följa med. Han var inte lika van och sveptes med i en lavin som tog hans liv. Hennes tårar rann ned för berget och himmelens gud Rangi skapade glaciären Franz Josef Glacier av hennes tårar och den nedre Fox Glacier för att markera platsen för hans sista vila.
De första européerna som besökte glaciären var Edwin Fox och Leonard Harper år 1857. Men när tyske geologen Julius von Haast undersökte glaciären lät han döpa den till Albert efter drottning Victorias gemål. Franz Josefs Glacier fick då namnet Victoria. 
Den döptes om 1872 efter ett besök av Nya Zeelands dåvarande premiärminister Sir William Fox.
I samband med en överenskommelse med Nya Zeelands ursprungsbefolkning, Ngāi Tahu Claims Settlement Act 1998, adderades det maoriska namnet så att glaciärens officiella namn blev Fox Glacier/Te Moeka o Tuawe.

## Geografi
Fox Glacier matas av fyra alpina glaciärer och har en fallhöjd på 2600 meter på de 13 kilometerna genom Sydalperna. Den stannar nära regnskogen 300 meter över havet. Efter att ha dragit sig tillbaka under större delen av de föregående 100 åren, avancerade den mellan 1985 och 2009. År 2006 var den genomsnittliga framstegstakten omkring en meter i veckan. I januari 2009 förflyttade sig glaciären fortfarande och dess i dess front kollapsade vertikala eller överhängande ytor regelbundet. Därefter har den dragit sig tillbaka med 2009 års gräns tydligt synlig som vegetationslinje på den södra sluttningen ovanför det som är kvar av den nedre glaciären idag.
Utflödet av glaciären bildar Fox River. Under den senaste istiden nådde dess is bortom den nuvarande kustlinjen, och glaciären lämnade efter sig många moräner under sin reträtt. Sjön Lake Matheson bildades som en kittelsjö i en av dessa.